# 6. grönländischer Landesratswahlkreis
Der 6. grönländische Landesratswahlkreis war von 1951 bis 1979 ein Landesratswahlkreis in Grönland. Der Wahlkreis umfasste die Gemeinde Maniitsoq.

## Vertreter
Folgende Personen vertraten den Wahlkreis:
| Wahlperiode | Landesrat            | 1. Stellvertreter | 2. Stellvertreter | Anmerkung       |
| ----------- | -------------------- | ----------------- | ----------------- | --------------- |
| 1951–1955   | Peter Egede          | ?                 | ?                 |                 |
| 1955–1959   | Lars Møller          | ?                 | ?                 |                 |
| 1959–1963   | Lars Møller          | ?                 | ?                 |                 |
| 1963–1967   | Alibak Josefsen      | ?                 | ?                 |                 |
| 1967–1971   | Alibak Josefsen      | Lars Møller       | Gerth Petrussen   |                 |
| 1971–1975   | Alibak Josefsen      | Lars Møller       | Gerth Petrussen   |                 |
| 1971–1975   | Niels Carlo Heilmann | Isak Lyberth      | Jens Møller       | Überhangsmandat |
| 1975–1979   | Niels Carlo Heilmann | Isak Lyberth      | Marie Heilmann    |                 |